# Cavalier budgétaire
Un cavalier budgétaire ou législatif peut être défini comme « les dispositions contenues dans un projet ou une proposition de loi qui, en vertu des règles constitutionnelles ou organiques régissant la procédure législative, n'ont pas leur place dans le texte dans lequel le législateur a prétendu les faire figurer »

## Définition
En finances publiques françaises, un cavalier budgétaire est une disposition législative qui n'a pas sa place dans le cadre des lois de financements que sont la loi de finances (LF) et la loi de financement de la sécurité sociale (LFSS). Les cavaliers budgétaires sont proscrits afin d'éviter un "gonflement" des projets de loi de finances et un allongement inconsidéré des débats budgétaires. » (Petit lexique parlementaire).
S'ils sont proscrits dans le principe, cela n'empêche dans la pratique ni leur adoption lors des discussions, ni de leur maintien lors de la promulgation de la loi. Ils ne tombent pas de facto. Mais le Conseil constitutionnel, même s'il n'est pas saisi directement sur un article considéré dans la saisine comme un cavalier, est venu étendre son contrôle à tout le texte de loi.

## Base jurisprudentielle
Le cavalier législatif, et a fortiori, le cavalier budgétaire, n'est pas traité expressément à l'origine dans l'article 45 de la Constitution de 1958. C'est la jurisprudence du Conseil Constitutionnel qui l'a consacrée une première fois par la décision n° 85-198 DC du 13 décembre 1985. Par une rédaction qu'il a progressivement affinée, le Conseil constitutionnel a jugé à de nombreuses reprises à compter de cette décision que c'est d'une combinaison des articles de la Constitution que se déduit la règle selon laquelle le droit d'amendement ne peut s'exercer en première lecture qu'à la condition de ne pas être dépourvu de tout lien avec l'objet du texte déposé sur le bureau de la première assemblée saisie

## Recours contre un cavalier budgétaire
Les cavaliers budgétaires sont susceptibles d'être invalidés par le Conseil Constitutionnel .
Ceci présuppose que, dans les conditions prévues au deuxième alinéa de l'article 61 de la Constitution, un recours est initié par des parlementaires devant le Conseil Constitutionnel. Celui-ci rend sa décision avant le 31 décembre de chaque année, pour les lois de finances et les lois de financement soient promulguées dans l'année N.
Autrement dit, une disposition non financière peut être incluse dans le projet de loi de finances ou de financement de la sécurité sociale sans faire l'objet d'une censure par le Conseil constitutionnel (encore faut-il qu'il soit saisi). A l'occasion d'une saisine sur un autre article d'un projet de loi de finances, le Conseil constitutionnel se saisit volontiers d'office des cavaliers budgétaires présents par ailleurs dans le texte, ce qui renforce la cohérence et la spécificité des lois de finances.
L'objectif est de préserver l'efficacité de la procédure fiscale mais aussi l'unité du budget. En matière de financement de la sécurité sociale, la tentation est grande lors des débats parlementaires de déposer des amendements qui réorganisent les soins, la prise en charge ou le droit de substitution, par exemple, mais qui n'ont pas directement une implication directe sur les comptes sociaux. Pour autant, certains ont pu être soumis au Conseil Constitutionnel qui ne les pas déclarés contraire à la constitution.

## Examen d'un cavalier
Le Conseil examine le texte qui lui est soumis (l'article ou un alinéa) : si les dispositions ne concernent ni les ressources, ni les charges, ni la trésorerie, ni les emprunts, ni la dette, ni les garanties ou la comptabilité de l'État; si elles n'ont pas trait à l'assiette, au taux et aux modalités de recouvrement des impositions de toutes natures affectées à des personnes morales autres que l'État. si elles n'ont pas pour objet de répartir des dotations aux collectivités territoriales ou d'approuver des conventions financières. si elles ne sont pas relatives au régime de la responsabilité pécuniaire des agents des services publics ou à l'information et au contrôle du Parlement sur la gestion des finances publiques.
Dès lors, elles ne trouvent pas leur place dans une loi de finances. Et sans que le Conseil constitutionnel ne préjuge de la conformité du contenu de ces dispositions aux autres exigences constitutionnelles, constatera que les dispositions, "adoptées selon une procédure contraire à la Constitution", lui sont donc contraires.
Pour autant, depuis quelques années le Conseil Constitutionnel se montre moins sévère dans sa jurisprudence à l'égard de certains cavaliers budgétaires, même si le secrétaire général du conseil constitutionnel a pu écrire que "la jurisprudence du Conseil constitutionnel sur les cavaliers législatifs apparaît stable dans son économie générale depuis plusieurs décennies. Si un bilan statistique peut laisser penser que son intensité a pu varier dans le temps, le Conseil n'y a en réalité jamais renoncé"
Le nombre de cavaliers budgétaires tend à augmenter au fil du temps : il est passé de neuf durant le premier septennat de François Mitterrand à quarante-sept durant le premier quinquennat d'Emmanuel Macron.

## Autres pays
Dans d'autres pays, comme la Belgique, les cavaliers budgétaires semblent autorisés.